# 城南町
城南町（じょうなんまち）は、熊本県の中央部にあった町で、下益城郡に属していた。現在は全域熊本市南区となっている。
町名の由来は熊本城の南に位置することから。

## 地理
向坂山を水源とし、山都町・美里町・甲佐町・御船町を通って城南町の北を西に向かって流れ、嘉島町や熊本市との境界になっている緑川と、宇城市豊野町に発し、城南町の東南から北西を貫流し富合町を経て緑川に注いでいる浜戸川という2つの河川を有している。
町の北部は肥妖な水田地帯を有し、嘉島町のイオンモール熊本にも程近い杉上地区（旧杉上村）、中部は役場や中学校、商店街や城南町B&G海洋センターなどがあり、城南町の中枢を担っている隈庄地区（旧隈庄町）、南部は塚原古墳公園やくまもと城南カントリークラブ、くまもと城南温泉スポーツ文化センターなどがあり、雁回山の一部を有する豊田地区（旧豊田村）となっている。3地区は元々別々の自治体だったが、元来結び付きが強く、1955年（昭和30年）に合併することとなった。

## 歴史
山や海に近く、狩猟や海産物の取得など原始生活がしやすい土地環境であったことから城南町エリアには古代より多くの人が居住していた形跡があり、町内には貝塚（阿高貝塚・御領貝塚）や塚原古墳群などの遺跡が存在している。また、熊本県内で一番古い寺とされる「陳内廃寺」（8世紀初頭）の建立や、9世紀の「益城国府」の推定地としても有力視されているなど、古くから開けていた土地であった。また、中世には益城地方の重要な城として隈庄城が築かれている。

### 年表（近現代）
- 1955年（昭和30年）3月1日 - 杉上村・隈庄町・豊田村が新設合併し町制施行。城南町が発足。
- 1967年（昭和42年）4月1日 - 下益城中学校と豊田中学校が統合、城南町立下益城城南中学校が発足
- 1968年（昭和43年）11月 - 御領貝塚、国の史跡に指定
- 1972年（昭和47年）7月 - 昭和47年7月豪雨により、黒橋貝塚が発見される
- 1972年（昭和47年）9月 - 杉上東西小学校の統合議決される
- 1975年（昭和50年）10月 - 名誉町民第1号に上塚周平が選ばれる
- 1976年（昭和51年）12月 - 塚原古墳群、国の史跡に指定
- 1977年（昭和52年）3月 - 名誉町民に上塚司・林田正治が選ばれる
- 1980年（昭和55年）8月 - 阿高・黒橋貝塚が国の史跡に指定
- 1982年（昭和57年）5月 - 熊本県民天文台が完成
- 1983年（昭和58年）11月 - 城南町歴史民俗資料館がオープン
- 1986年（昭和61年）10月 - 城南橋の開通式
- 1988年（昭和63年）3月 - 鰐瀬（わにぜ）バイパスが開通
- 1989年（平成元年）9月 - 名誉町民に小林久雄が選ばれる
- 1991年（平成3年）3月1日 - 下益城郡富合町と境界変更
- 1991年（平成3年）3月 - 城南バイパス開通
- 1993年（平成5年）4月 - 熊本松橋線、国道昇格（266号）
- 1993年（平成5年）9月 - アイシン九州操業開始
- 1994年（平成6年）4月1日 - 上益城郡甲佐町と境界変更
- 1995年（平成7年）3月 - 国道266号蓍町（めどまち）橋が開通
- 1997年（平成9年）4月 - 火の君総合文化センターがオープン
- 1999年（平成11年）6月 - 宇城北部広域農道（ウキウキロード）が開通
- 1999年（平成11年）10月22日 - 天皇・皇后が身体障害者療護施設くまむた荘を訪問
- 2000年（平成12年） - 名誉町民に東家嘉幸が選ばれる
- 2002年（平成14年） - 熊本県民天文台で1996年1月に発見された小惑星が、城南と名付けられる
- 2008年（平成20年）7月 - ブラジル移民100周年記念式典が火の君総合文化センターで開催
- 2010年（平成22年）3月23日 - 熊本市に編入と同時に城南町は合併特例区になった

## 熊本市との合併
2007年11月15日から2007年11月26日まで往復はがきによる無記名回答方式で合併に係る住民アンケートが実施された。その結果、合併に賛成 (68.6%) が合併に反対 (30.0%) を上回った（回収率56.1%）。そのうち、合併相手先は熊本市 (69.4%) が最多だった。このアンケートの結果を合併推進派の城南町長：八幡紀雄は以前からの熊本市との合併推進の方針の根拠として2008年1月11日に合併協議会を設置した。その後、紆余曲折があったが、同年の10月2日に法定協議会を設置した。合併反対派は合併推進の根拠となるアンケートの有効性に疑問を呈し民意を確かめるために早い時期での住民投票を要求していたが町長の反対などにより実施がなされず、妥協点として法定協議会がすべて終わったあとでの住民投票条例が制定された。また合併の賛否をめぐり賛成反対両派による議員、町長のリコール合戦に突入している。
その後議員に対する解職請求は取り下げられたものの、合併反対派が町長への解職請求を続け、町は混乱の中にあった（合併反対派は地元マスコミの取材などに対して、この解職請求が合併問題と直接関係がないことを明言している）。
なお、4月末に解職請求が有効かに関する裁判の判決が出され、解職請求が無効であるとの裁決が出された。
2009年6月28日に植木町とともに合併の是非を問う住民投票を実施、両町とも過半数以上の賛成票を獲得したことで、7月10日の臨時町議会で廃置分合案が可決された。さらに9月14日には熊本県議会で廃置分合案が可決したことから10月16日には官報告示され、2010年3月23日の合併が正式に決定した。

## 産業

### 城南町に本社・事業所を置く主要企業
- アイシン九州（アイシン系列）：本社
- 昭和電工：熊本ガスセンター
- 五木食品：本社
- 火の国酒造：本社
- 湖東製作所：本社
- 泰明電機：配電盤工場

### 町内総生産
465億円（2004年度）

## 地域

### 行政
町長
- 初代（1955年 - 1959年）：小林久雄
- 第2代（1959年 - 1963年）：馬原明之
- 第3 - 5代（1963年 - 1975年）：岩永雅敏
- 第6 - 8代（1975年 - 1987年）：宮部末雄
- 第9 - 11代（1987年 - 1999年）：上田長雄
- 第12代（1999年 - 2003年）：八幡紀雄
- 第13代（2003年 - 2007年）：小林佳之
- 第14代（2007年 - 2010年）：八幡紀雄

### 教育

#### 中学校
- 城南町立下益城城南中学校

#### 小学校
- 城南町立杉上小学校 - 小学生クラス対抗30人31脚では世界記録：8秒94を保持するも、愛媛県の松山市立石井東小学校に愛媛大会で記録を塗り替えられる（石井東小のタイム：8秒80）。
- 城南町立隈庄小学校
- 城南町立豊田小学校

#### 幼稚園
- 城南町立隈庄幼稚園

#### 保育園
- 城南慈光保育園
- 城南ふたば保育園
- 和光保育園
- くすのき保育園
- 小木保育園
- 城南こばと保育園
- 舞原保育園

## 交通

### 空港
- 最寄り空港は熊本空港（阿蘇くまもと空港）。

### 鉄道
- 最寄り鉄道駅はJR鹿児島本線宇土駅またはJR豊肥本線南熊本駅。

### バス路線
- 熊本バス

　本町から熊本市中心部の熊本桜町バスターミナルまでをイオンモール熊本（嘉島町）経由の複数路線で毎時1便以上運行している。所要時間は約30分。そのほか、宇土駅や東阿高経由の松橋駅（宇城市）、鰐瀬経由の志導寺・段鶴（宇城市）への路線も運行している。平日朝1便のみの南区役所行を除いた全便が桜町バスターミナル発着である。
- M系統（旧浜線・田迎経由）
  - M6-(1〜6) 桜町BT - 中の瀬車庫 - イオンモール熊本 - 城南 - 宇土駅(宇土市)・松橋駅(宇城市松橋町)・段鶴(同市豊野町）
- K系統 (市電通り・県庁経由) 
  - K2-3 桜町BT - 通町筋 - 熊本県庁前 - 健軍電停前 - 東区役所 - イオンモール熊本 - 城南
  - K1-3 桜町BT - 通町筋 - 熊本県庁前 - 湖東町 - 画図橋 - イオンモール熊本 - 城南
- 南区役所線(市政策線)
  - 城南 - 南区役所
- 高速バス

　九州自動車道上に城南バスストップがあり、熊本市 - 宮崎市・熊本市 - 鹿児島市方面の高速バスの各停便が停車する。

### 道路
- 高速道路の最寄りインターチェンジは九州自動車道御船インターチェンジであった。
  - 尚、熊本市南区となったのちの2017年7月には、豊田地区の塚原にある城南スマートインターチェンジが供用開始しており、ETC車のみではあるが、豊田・隈庄地区においては最寄りのインターチェンジが近くなった。現在も、杉上地区からの最寄りは御船インターである。

※九州自動車道緑川パーキングエリアの上り側は旧城南町にある。

#### 一般国道
- 国道266号

#### 主要地方道
- 熊本県道32号小川嘉島線
- 熊本県道38号宇土甲佐線

#### 一般県道
- 熊本県道182号田迎木原線
- 熊本県道240号今吉野甲佐線
- 熊本県道241号千町廻江線

#### 広域農道
- 宇城北部広域農道（ウキウキロード）

#### 都市計画道路
- 都市計画道路パイン通り線

## 主な施設
- 火の君総合文化センター
- 城南町B&G海洋センター
- くまもと城南カントリークラブ
- くまもと城南温泉スポーツ文化センター
- 熊本市立城南図書館
- 熊本市城南児童館

## 名所・旧跡・観光スポット・祭事・催事

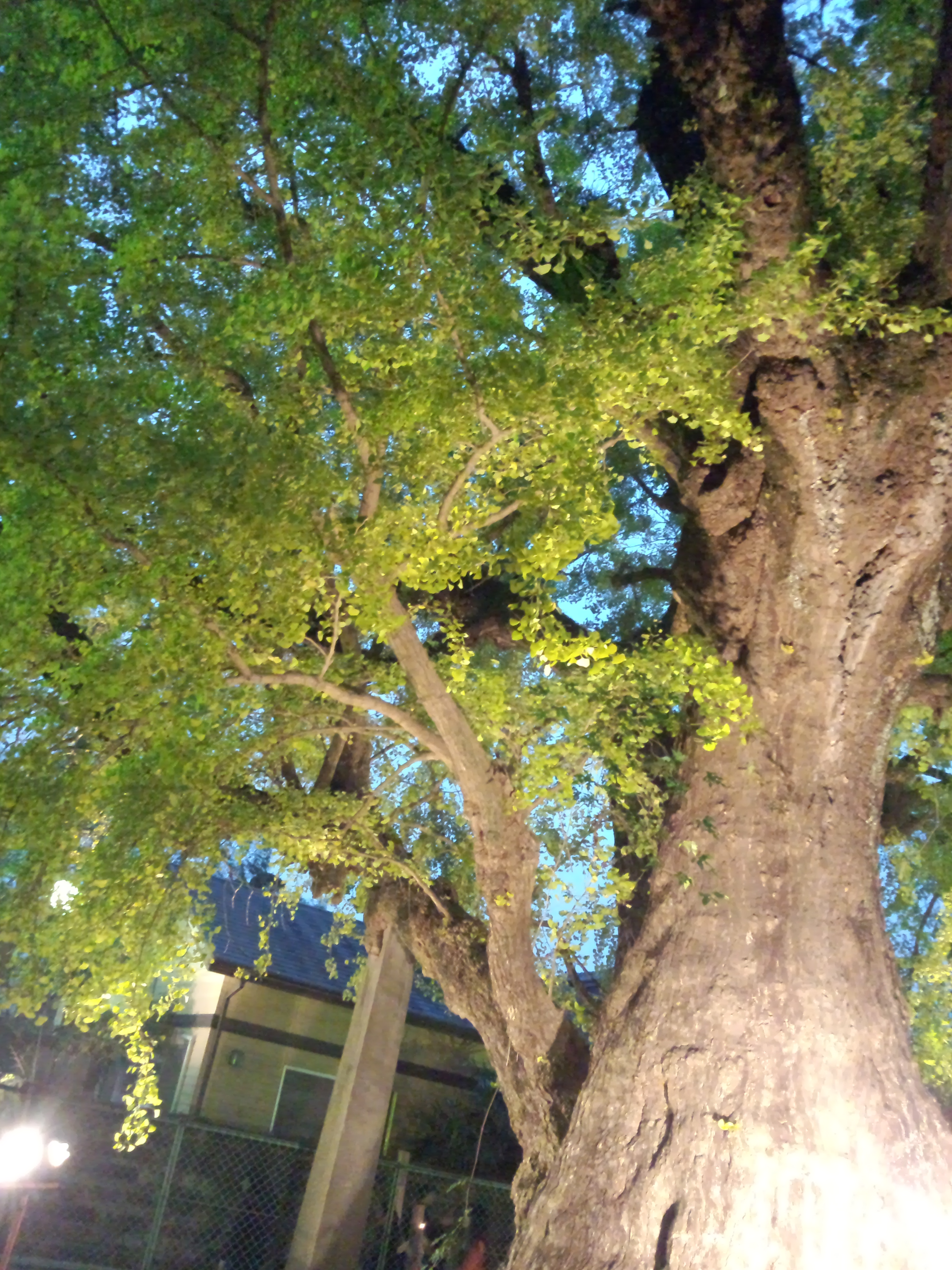
下田のイチョウ（2014年11月）

### 名所・旧跡・観光スポット
- 塚原古墳公園
  - 塚原古墳群（国の史跡・高速道路上にある古墳）
  - 熊本県民天文台
  - 城南町歴史民俗資料館
- メリ穴公園
- 城の鼻公園
- 御領貝塚（国の史跡・西日本最大級の貝塚）
- 阿高黒橋貝塚（国の史跡）
- 下田のイチョウ（国の天然記念物）
- 宮地神社 (七所宮)
- 小木阿蘇神社

### 祭事・催事
- 城南町夏まつり（7月23日・24日）
- 火の君まつり（10月最終日曜）

## 城南町出身の著名人・有名人
- 菊池武光（武将）
- 上塚周平（ブラジル日本人移民功労者、名誉町民）
- 上塚司（元衆議院議員、名誉町民）
- 東家嘉幸（元衆議院議員、元国土庁長官、名誉町民）
- 林田正治（元衆議院議員、元参議院議員、元熊本市長、名誉町民）
- 小林久雄（考古学者、初代町長、名誉町民）
- 鋳方徳蔵（陸軍中将）
- 緒方信助（元星薬科大学学長）
- 木村栄一（保険学者、一橋大学名誉教授）
- 松本雅明（東洋史学者、熊本大学名誉教授、『城南町史』編著者）
- 宮部寸七翁（ジャーナリスト、俳人）
- 甲斐麻友子（ローカルタレント）
- 宮崎京（ファッションモデル、2003年ミス・ユニバース5位入賞）
- 潮錦義秋（元大相撲小結）
- 肥後ノ城政和（大相撲力士）
- 米村知子（元女子プロテニス選手）
- 常盤よしこ（ローカルタレント）
- 伊織（漫才師、お笑いコンビ『からし蓮根』のボケ担当）